# Universidad de Madrid

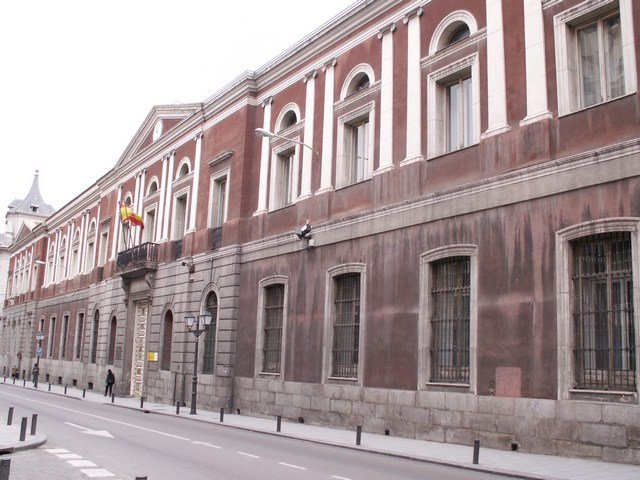
Edificios de la antigua Universidad Central de Madrid y del Instituto Cardenal Cisneros, calle de San Bernardo, 47 y 49. La primera fase se construyó entre 1842 y 1844, y la segunda en 1847.

La Universidad Central y, más tarde, la Universidad de Madrid fueron instituciones precedentes de la actual Universidad Complutense de Madrid.

## Historia

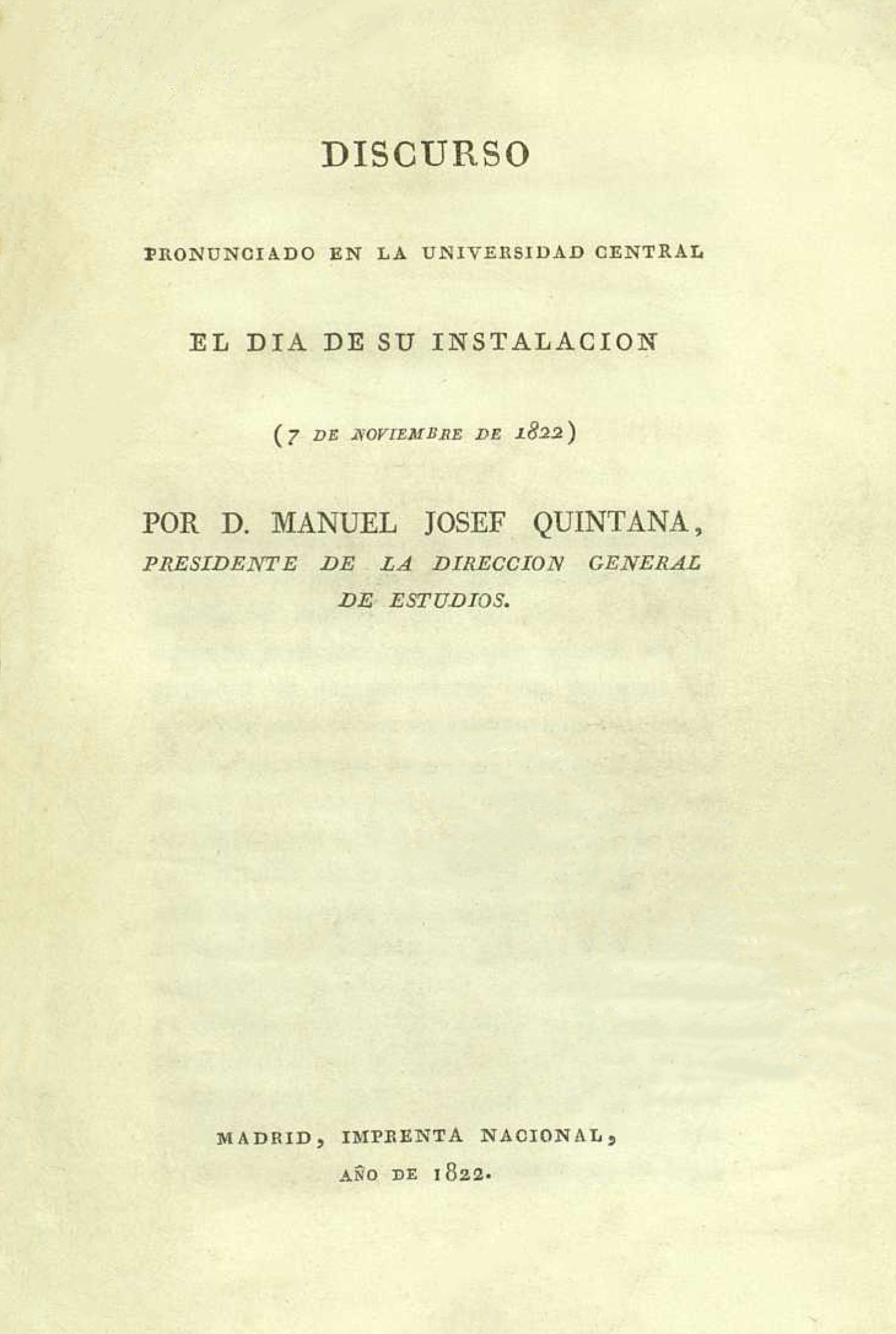
Discurso de Manuel José Quintana en el día de la instalación de la Universidad Central de Madrid (07-11-1822).

El 3 de octubre de 1822 se integraron en una sola institución las enseñanzas de los Reales Estudios de San Isidro y el Real Museo de Ciencias Naturales de Madrid. Mediante real orden de la reina regente de 29 de octubre de 1836, se decretó el comienzo del traslado a Madrid de los estudios de la Universidad de Alcalá. La orden disponía el traslado de 9 profesores para constituir una escuela provisional de jurisprudencia que se instalaría en el edificio que había sido seminario. 
La Universidad de Madrid pudo haberse  denominado en un principio «Universidad Literaria». En 1850 o 1851 pasó a denominarse «Universidad Central», entre 1943 y 1970 se la conocería con el nombre «Universidad de Madrid», hasta adoptar finalmente la denominación «Universidad Complutense de Madrid».
La Universidad Central tiene su origen en la mentalidad renovadora liberal que pretendía dar fin a las enseñanzas tradicionales en las universidades del Antiguo Régimen. En un primer momento se instala en el edificio del Seminario de Nobles de la calle Princesa, pasando posteriormente al convento de las Salesas nuevas en la calle de San Bernardo. En 1842 se confirma el antiguo Noviciado de Jesuitas como el asentamiento definitivo de la Universidad Central. El primer proyecto de adaptación del Noviciado a su nuevo uso como Universidad Central es de Francisco Javier Mariategui; tras su muerte fue sustituido por Narciso Pascual y Colomer, a quien se debe la realización del Paraninfo, construido en 1852 aprovechando los muros de la antigua iglesia de los jesuitas. Muchas facultades quedaron distribuidas por Madrid en distintos edificios.
Desde la ley Moyano (1857) esta universidad fue la única autorizada en España para dar el título de doctor, lo que le valió el sobrenombre de «la Docta», hasta que en 1954, fue concedida esta potestad a la Universidad de Salamanca, tras la celebración de su VII centenario, y posteriormente al resto de las universidades españolas de la época.
Por su relación histórica con la Universidad de Alcalá, pues fue esta una de las instituciones que al unirse dieron lugar a la Universidad de Madrid, se le dio oficiosamente durante el franquismo el sobrenombre de «la Complutense», que se incorporó legalmente a su denominación desde 1970, para diferenciarla de la Universidad Autónoma de Madrid fundada en 1968.
A partir de finales del reinado de Alfonso XIII, el 17 de mayo de 1927, comenzó el proyecto de hacer una Ciudad Universitaria en los llamados Altos de la Moncloa, donde se fueron trasladando poco a poco las facultades. Hacia los años de 1960 en el edificio del Noviciado no quedaba más que la facultad de Ciencias Económicas y Políticas.
En 1973, se desgajaron de esta Universidad las Escuelas Técnicas de Grado Superior y de Grado Medio de Arquitectura e Ingeniería y junto con otros centros superiores dependientes de los Ministerios de Defensa, Industria y Obras Púbicas se unieron para formar la Universidad Politécnica de Madrid.